# Chiroteuthis diaphana
Chiroteuthis diaphana är en bläckfiskart som först beskrevs av Addison Emery Verrill 1884.  Chiroteuthis diaphana ingår i släktet Chiroteuthis och familjen Chiroteuthidae. Inga underarter finns listade i Catalogue of Life.